# Adamo Palladino
Adamo Michele Kendric Palladino, (även känd som Adam Kendrick), född 26 januari 1969 i Manchester, är en brittisk skådespelare som bland annat medverkat i Boa vs. Python (2004).
Hans far är italienare och hans mor är britt. Palladino började arbeta som fotomodell som 6-åring. Han flyttade till USA och gjorde statistroller i filmer som Bram Stokers Dracula. Han har även gjort mindre roller i enstaka avsnitt av TV-serier som Frasier och Vänner. Hans manager tyckte att namnet Adamo Palladino var för etniskt och han bytte till Adam Kendrick 2003, men bytte tillbaka några år senare.

### Fotnoter
1. ↑  ”Risingcast - Adamo Palladino”. Arkiverad från originalet den 4 november 2007. https://web.archive.org/web/20071104090658/http://risingcast.com/headshot/adamo.palladino/. Läst 15 oktober 2020.